# Paulin Didion
Pour les articles homonymes, voir Didion.
 (octobre 2020).
Paulin Didion (1831-1879) est un auteur et imprimeur français, actif en Lorraine entre 1861 et 1879. 

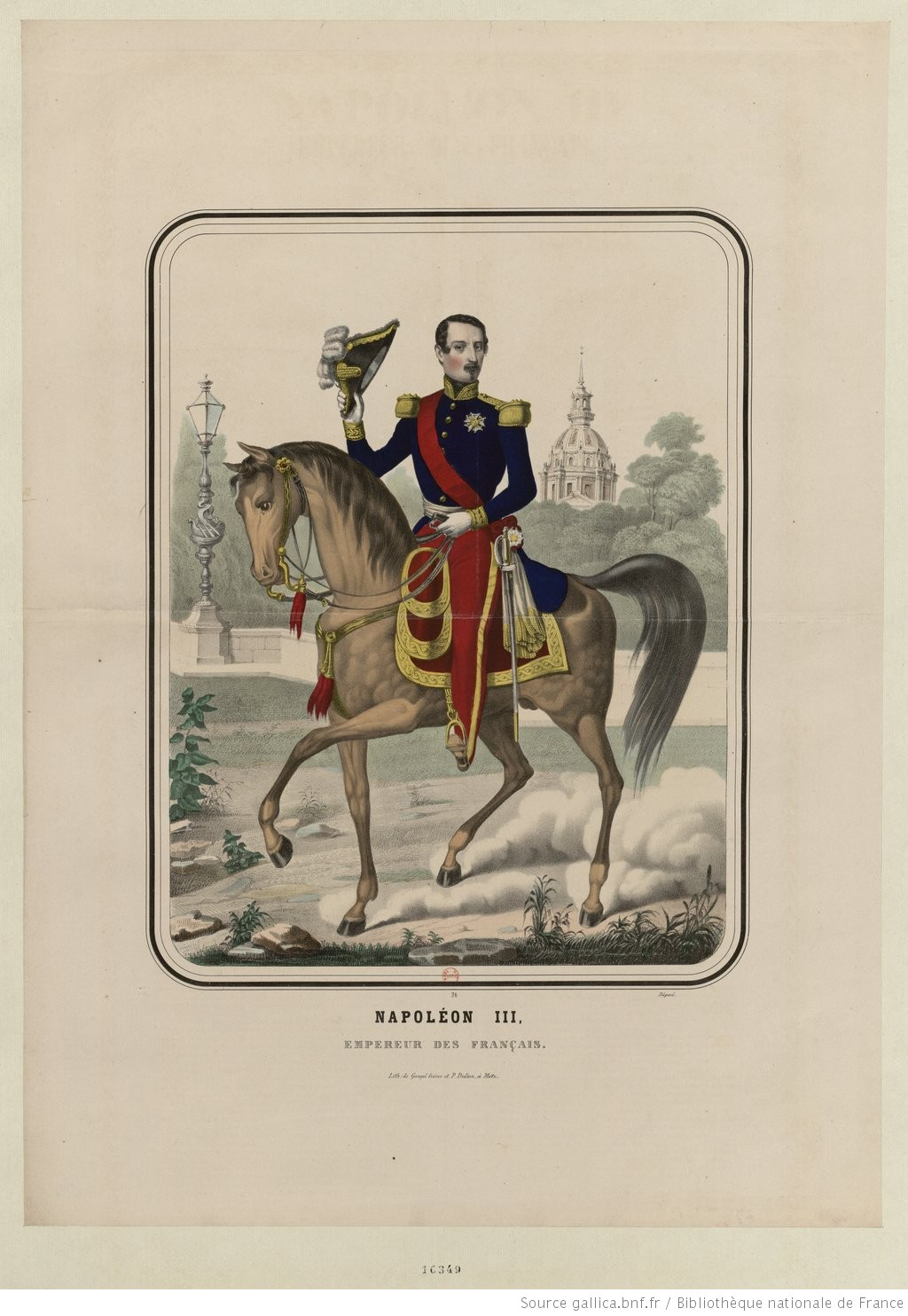
Napoléon III empereur des Français, lithographie de Gangel frères et P. Didion à Metz

## Biographie
Fils d'Alexis Vincent Didion, un négociant, et de Marie Françoise Antoinette Fréminet, Paulin Didion naît le 27 février 1831 à Metz, en Lorraine. 
Breveté « imprimeur » en 1861, il travaille avec Charles Gangel, obtenant de fait les brevets de « typographe » et de « lithographe ». Sa production est largement axée autour de l'imagerie populaire et sur des thématiques religieuse, militaire ou historique. Après l'annexion de 1870, sa production diminue, mais il reste à Metz. Son atelier sera repris à sa mort par Jean Jules Delhalt.
L'avant-dernier imagier messin, domicilié rue Serpenoise, décède subitement dans son château d'Illange le 19 septembre 1879.
Ses productions connaissent aujourd'hui un regain d'intérêt.
Paulin Didion était le neveu du général d'artillerie et mathématicien Isidore Didion.